# ابر زمانه و ابر زلف
ابر زمانه و ابر زلف نمایشنامه‌ای است از محمّدعلی اسلامی ندوشن از اوایلِ دههٔ ۱۳۴۰ که بر اساسِ ماجرای پروفیومو نوشته شد.

تصویری از کریستین کیلر در ۱۹۶۳، اثرِ لوئیس مورلی

## به زبان‌های دیگر
رودلف گلپکه این نمایشنامه را به آلمانی ترجمه و منتشر کرده است. ابراهیم الدسوقی شتا نیز به عربی ترجمه و منتشرش کرده است.